# ブラン2.02
2.02はブラン計画4機目のオービター。非公式ながら、「タイフーン」の名称を持つ。OK-2.02、ブラン2.02、シャトル2.02とも呼ばれる。
1993年ブラン計画が中止されたとき、2.02の組み立ては初期段階（10-20%）であった。その後、未完成の2.02は製造工場（Tushino Machine Building Plant）で数年そのままにされた後、部分的に分解されてハンガーの外に移された。現在は野外に晒されたまま横たわっている。
多くの2.02のタイルが剥がされ、インターネットオークションに出品されている。